# Копальня Ніччолета
Копальня Ніччолета (Niccioleta) — колишнє гірничодобувне підприємство, що діяло на півдні італійської провінції Тоскана за вісім десятків кілометрів на південний захід від Флоренції.
Існують відомості, що гірнича активність, спрямована на видобуток поліметалічних руд, тривала в районі невеличкого гірського селища Ніччолета ще з етруських часів та до дванадцятого століття (з перервами).
У 1842-му роботи відновила компанія Florentine Società Metallotecnica, яку наприкінці  1890-х змінила Société Belge Anonyme pour la Recherche et l'Exploitation des Minérais. На цьому етапі, що завершився у 1907-му, метою розробки було отримання залізовмісних матеріалів.
У 1913-му права на гірничі роботи отримала компанія Montecatini, яка розраховувала знайти тут ресурси мідної руди (можливо відзначити, що на той час завершувався етап розробки на мідь належної Montecatini копальні Бочеджано, що була неподалік від Ніччолета). Новий власник знову відкрив старі шахти (стовбури) «Serpieri» та «Montomoli», а в 1924—1925 запустив шахту «Corvo». Остання не виправдала очікувань, проте в 1927-му у ній відкрили великі запаси піриту (розвиток європейської промисловості добрив стимулював попит на пірит, що на той час був головною сировиною для отримання сульфатної кислоти, якою своєю чергою провадиться розклад фосфоритів).
Повномасштабна розробка піритів стартувала в 1930-му, коли у складі гірничого комплексу стали до ладу дробильний цех і збагачувальна фабрика. В 1935-му також додали дві нові шахти «Fontegrilli» та «Mezzena», з яких остання стала головною на руднику.
Під час Другої світової війни комплекс рудника зазнав серйозних руйнувань, передусім збагачувальна фабрика та копри шахт «Montomoli» і «Corvo». При цьому в липні 1944-го Ніччолетта, де серед робітників традиційно були сильні соціалістичні настрої, зайняв партизанський загін, який, втім, за кілька діб відступив. Після цього представники 162-ї (тюркської) піхотної дивізії та прихильники фашистів стратили понад вісімдесят гірників.
У 1960-му на заміну «Montomoli» запустили шахту «Rostan», через яку організували рух обладнання та видачу продукції, тоді як «Mezzena» зосередилась на транспортуванні персоналу. Також є відомості про існування шахти «Tosi».
Тривалий час продукцію вивозили морським транспортом, при цьому з 1931-го це здійснювали за допомогою канатної дороги з наступною перевалкою на залізницю для доставки до місця завантаження на морські судна. Нарешті, в 1962-му неподалік з'явився потужний споживач піритів — хімічний та металургійний комплекс у Скарліно, створений тією ж компанією Montecatini.
Копальня Ніччолета припинила свою роботу в 1992 році. Є відомості, що всього з її шахт під час видобутку піритів вилучили 5,06 млн м3 породи.